# Fleksaton

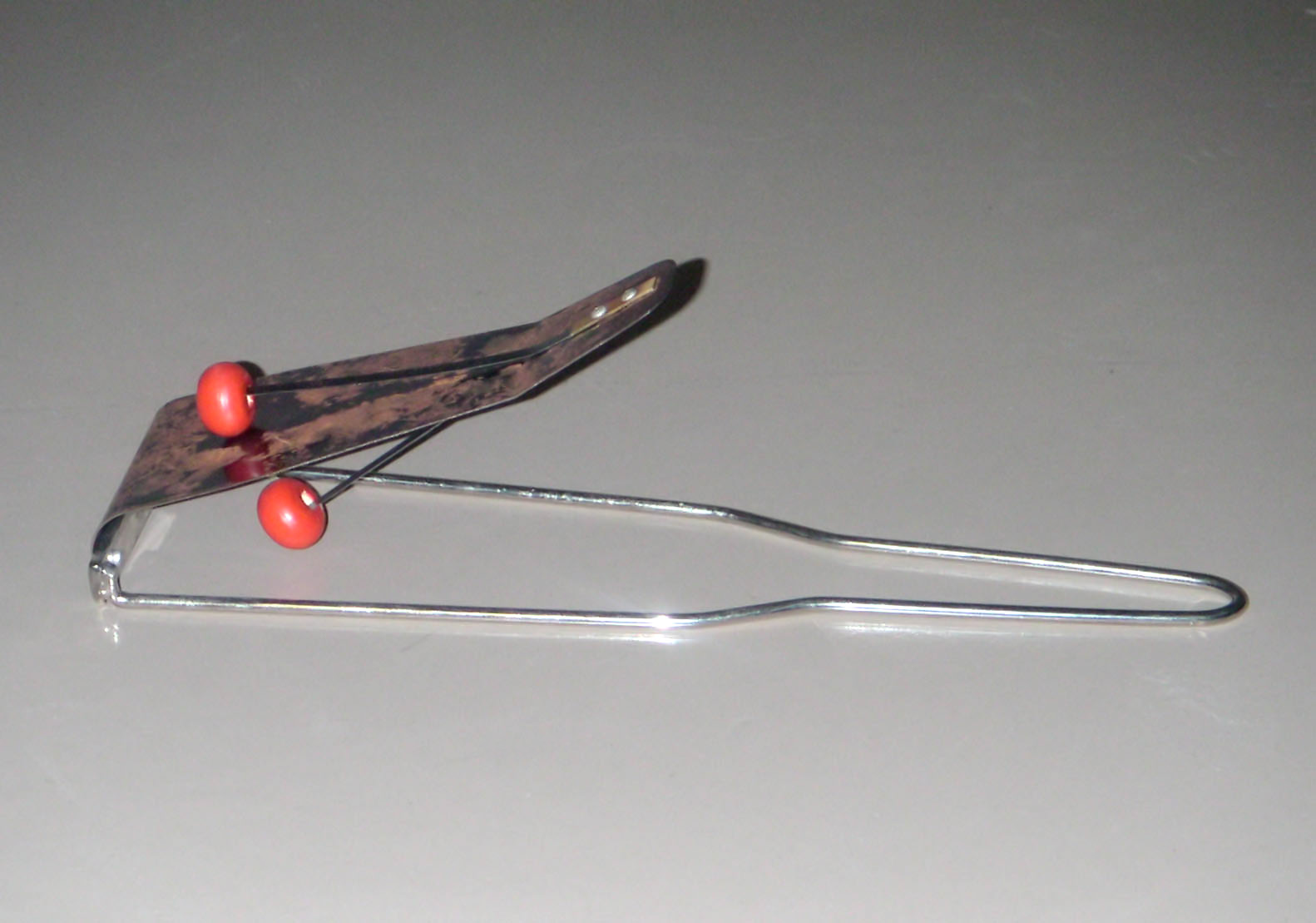
Fleksaton

Fleksaton – instrument perkusyjny z grupy idiofonów.

## Budowa i skala
Fleksaton zbudowany jest z płaskiej elastycznej blaszki rozpiętej na metalowej ramce i opatrzony z dwóch stron blaszki małymi pałeczkami o gumowych lub drewnianych główkach. Podczas odginania blaszki kciukiem i równoczesnego potrząsania pałeczkami otrzymuje się szereg dźwięków o brzmieniu ostrym, metalicznym, opartym na glissandzie. Podobne brzmienie można uzyskać uderzając pałką w piłę muzyczną. Skala instrumentu dochodzi do dwóch oktaw. Występują dwa rozmiary fleksatonu: mały (20 cm długość ramki, 12,5 cm długość blaszki) i duży (30cm /16,5cm). Od wielkości zależy wysokość dźwięku i skala instrumentu.
Pomysł konstrukcyjny fleksatonu został opatentowany w Europie w 1922 roku w Wielkiej Brytanii. W roku 1924 instrument o nazwie Flex-a-tone opatentowano w USA w Nowym Jorku.

## Zastosowanie
Fleksaton wykorzystywany jest do efektów specjalnych w muzyce teatralnej, w wodewilach i operetkach. Rozpowszechnił się w muzyce amerykańskiej, musicalach Broadwayu i w filmowej. W filmach animowanych dla dzieci pojawia się jako dźwięk naśladujący duchy oraz niesamowite zjawiska. Używany jest także w muzyce funk, fusion i sporadycznie w muzyce pop.

## Fleksaton w utworach kompozytorów współczesnych
- Arnold Schönberg - Wariacje na orkiestrę nr 3 op.31, opera Moses und Aron
- Aram Chaczaturian - Koncert na fortepian z orkiestrą (1963) (Fleksaton lub zamiennie piła muzyczna)
- Ernst Křenek - Jonny spielt auf
- Erwin Schulhoff - I Symfonia
- Sofija Gubajdulina - The Canticle of the Sun (wiolonczelista gra na fleksatonie w środku utworu)
- Dmitrij Szostakowicz  - opera Nos, opera Lady Macbeth mceńskiego powiatu, suita Prawdopodobnie zamordowany.
- Alfred Schnittke - Kantata Faust (część Tango śmierci), Requiem (część Tuba Mirum), Koncert wiolonczelowy, balet Peer Gynt (efekt wiejącego wiatru)
- György Ligeti - koncert fortepianowy, opera Le Grand Macabre
- Peter Maxwell Davies - I Symfonia
- Malcolm Williamson - balet The Display
- Krzysztof Penderecki - Fluorescencje na orkiestrę

## Fleksaton w muzyce rozrywkowej
- Weather Report - album Sweetnighter
- BP Renegades Steel Orchestra - calypso Sound of the Ghost
- DJ Quik - piosenka Pitch in on a Party
- Rick James - album Super Freak
- Rick Wakeman - album Criminal Record
- The Clash - album London Calling
- Can - album Ege Bamyasi
- Czołówka z gry komputerowej Grand Theft Auto: San Andreas